# Société typographique de Neuchâtel

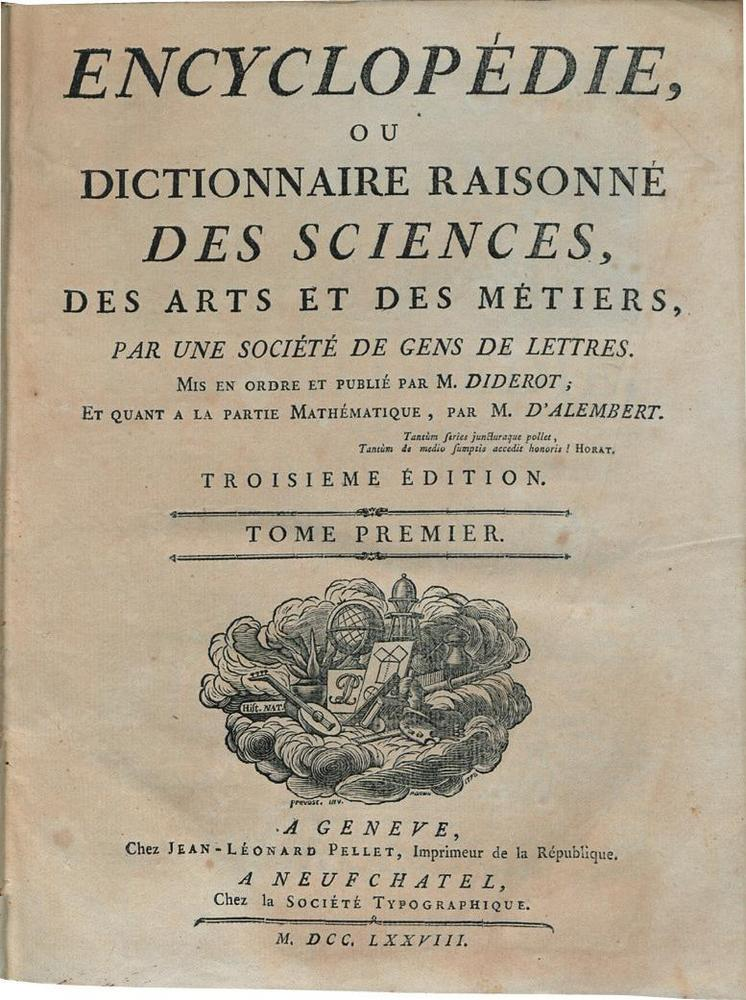
Titelseite des ersten Bands der Encyclopédie von Denis Diderot und Jean-Baptiste le Rond d’Alembert. Der Neudruck im Quartformat ist in dritter Auflage 1778 gleichzeitig in Genf und Neuenburg erschienen.

Die Société typographique de Neuchâtel (STN) war ein Schweizer, von 1769 bis 1789 tätiges Verlagshaus und eine Druckerei. Ab 1772 war sie auch eine Buchgrosshandlung.

## Geschichte
Das Unternehmen wurde 1769 von den vier Neuenburger Bürgern Frédéric Samuel Ostervald, Jean-Elie Bertrand, Samuel Fauche und Jonas-Pierre Berthoud gegründet. Die Société typographique de Neuchâtel spezialisierte sich auf Raubdrucke sowie auf Neudrucke erfolgreicher Werke, was nur möglich war, weil keine internationale Urheberrechtsgesetzgebung bestand.
In Zusammenarbeit mit anderen Gesellschaften – der Typographischen Gesellschaft Bern und der Société typographique de Lausanne – veröffentlichte die STN auch Bücher und erweiterte ihr Angebot durch Tauschgeschäfte. Dank ihren Geschäftsbeziehungen mit gegen hundert europäischen Buchhändlern verfügte sie über ein grosses Vertriebsnetz. Verbotene Bücher liess sie von Schmugglern nach Frankreich schaffen.
Ihre Blütezeit erlebte die Société typographique de Neuchâtel 1778–79 mit dem Neudruck von Diderots Encyclopédie im Quartformat, für die sie mit anderen Druckereien aus Belgien, Frankreich und der Schweiz zusammenarbeitete. Sie gab von 1771 bis 1783 einen Neudruck der Description des arts et métiers im Quartformat heraus und verlegte die Zeitschrift Nouveau journal helvétique. 1778–79 verfügte die Buchgrosshandlung über ein Dutzend Druckerpressen und zählte etwa 40 Arbeitskräfte.
Als die STN 1789 ihre Tätigkeiten einstellte, hatte sie über 220 Werke in 500 Bänden herausgegeben. Das fast vollständig erhaltene Archiv der Société befindet sich in Neuenburg.